# Дубровачки трубадури
Дубровачки трубадури су били вокално-инструментални састав који је 1961. у Дубровнику основао познати музичар и композитор Ђело Јусић. Опус групе био је комбинација поп-музике 1960-их с дубровачком ренесансном традицијом, а чланови су често наступали у ренесансној или средњовековној одећи.
Година 1960-их и 1970-их били су веома популарни широм бивше Југославије, а 1968. су наступили на такмичењу за песму Евровизије са песмом Један дан. До почетка 1980-их, када су престали са радом, кроз Дубровачке трубадуре прошао је велики број чланова, међу којима су били Оливер Драгојевић и Мило Хрнић.
Крајем 1980-их Топ листа надреалиста направила је пародију на Дубровачке трубадуре.

## Чланови бенда
- Ђело Јусић – гитара, мандолина, клавир, певач, вокали
- Луциано Цапурсо Лући – кларинет, саксофон, флаута, вокали
- Марко Брешковић – бас, вокали
- Слободан Бердовић Бобо – клавир, певач, вокали
- Ладислав Пађен Лаци – бубњеви, вокали
- Хамо Хајдархоџић – вокали, гитара
- Хрвоје Филичић - бубњеви
- Ђони Трбуховић - клавир
- Владимир Руспудић - бубњеви
- Миро Кернер - клавијатуре
- Мило Хрнић - вокали
- Оливер Драгојевић - клавијатуре
- Горан Барановић - гитара
- Зоран Влаовић - гитара
- Срећко Кљунак - гитара
- Мујица Јусић - бубњеви
- Миме Шиме Рестовић - бубњеви
- Младен Вучић - бубњеви
- Младен Шпиљ Папан - бубњеви
- Брацо Тепшић - клавијатуре
- Невио Кончић - клавијатуре

## Фестивали
Ваш шлагер сезоне, Сарајево: 
- Моја је дјевојка обична, '67
- Плакала дјевојка млада, '73
- Луна, '74

Југословенски избор за Евросонг:
- Један дан, победничка песма, Скопље '68

 Евросонг: 
- Један дан, осмо место, '68

 Опатија: 
- С.О.С. (алтернација са Бисерком Спевец) / Бићемо увек срећни (алтернација са Зафиром Хаџимановим), '68
- Знам да има једна стаза (алтернација са Ибрицом Јусићем), награда страних посетилаца и награда за текст, '70
- Зелени се рузмарин, тринаесто место, '76

 Сплит: 
- Луда младост,  награда жирија Удружења музичара Хрватске за најведрију композицију фестивала, прва награда стручног жирија и трећа награда публике, '67
- Море, колијевко стара, '67
- Далматински леро, прва награда стручног жирија, '68
- Липа завидност, 69
- Лијепо име вино, '70
- Ноћна музика (La musica di notte), '72
- Спавај, спавај, драга, '73
- Лаку ноћ трубадури, '74
- Konte o' kanjete (Вече далматинске шансоне), прва награда стручног жирија, '75
- Тихо је негдје свирала мандолина, '76
- Љубавни јади једног трубадура, '77
- Мала Нера (Вече далматинске шансоне), '78
- Ка' сан бија мали (Вече далматинске шансоне), '79
- За лаку ноћ, '80
- Сните сла'ко, '82

Загреб:
- Витез Јурај (Вече слободних форми), '78

Скопље:
- Поздрав на охридските трубадури, '70
- Младини луди години, '71

 Крапина: 
- Ми смо дечки, кај пијемо стојећки, прва награда публике, '72
- Кај бу, бу, '76
- Перо, '77
- Жага, '79

 Славонија, Славонска Пожега: 
- Бундеве и тикве, '73
- Грдит' ће те нана, '75

 Фестивал војничких песама: 
- Кота број 150 / Весели војници, '70
- Репеташи, '72
- Мој је отац био партизан, '74

 Мелодии друзей: 
- Веселая молодежь, '68

Златният Орфей, Бугарска:
- Почасни гости фестивала, '72

 Internationales schlagerfestival, Dresden: 
- Träume, '75

Етнофест, Неум:
- Ка сан биа мали, '96

## Дискографија

### Албуми
- Један дан (1968)
- Ми препуни смо љубави (1970)
- Пусти да ти леут свира (1971)
- Дубровачки трубадури (1971)
- Recital At The Festival "The Golden Orpheus '72" (1972)
- 12 великих успјеха (1980)
- Пусти да ти леут свира (1993)
- Златна колекција (2008)

### Мини албуми
- Ој ђевојко, душо моја / Трубадурска серенада / Дјевојка млада / Серенада Дубровнику (1966)
- Ауто-Стоп / Дундо перо / Линђо / Љувен зов (1967)
- Један дан / Моја је ђевојка обична / Ми препуни смо љубави / Луда младост (1968)

### Синглови
- Један дан / Трубадурска серенада (1968)
- Један дан / Луда младост (1968)
- Леро / Линђо (1968)
- A day or two (1968)
- Има сунца за све нас / Кад се једном растанемо (1969)
- Пусти да ти леут свира / Она и пријатељ мој (1970)
- Маријана / Луда пјесма (1970)
- Лијепо име вино / Пјесма пуни живот мој (1970)
- Знам да има једна стаза / Све до јучер (1970)
- У рану зору / Анђеле мој (1971)
- Док палме њишу гране / Како ђеца спавају (1971)
- Ноћна музика / У моме граду (1972)
- Ми смо дечки, кај пијемо стојечки / Љубав је бол на срцу мом (1972)
- Плакала ђевојка млада / Репеташи (1973)
- Спавај, спавај драга / Маријана (1973)
- Бундеве и тикве / Ово је наш град (1973)
- Вудримо, дечки / Адио, Маре (1974)
- Мој је отац био партизан / Ако волиш искрено (1974)
- Лаку ноћ, трубадури / Опрости, душо"(1974)
- Мирно спавај душо / Свирамо, пјевамо, музика смо ми (1975)
- Луна / Зелени се ружмарин (1976)
- Тихо је негђе свирала мандолина / Наранче су процвјетале (1976)
- Љубавни јади једног трубадура / Најљепши си цвијет у врту пуном ружа (1977)
- Мала Нера / Ча ће ми слава (1978)
- Ка' сан бија мали / Да није љубави (1979)[3]